# Joaquín Fernández Moreno
Joaquín Fernández Moreno (Huércal de Almería, España, 31 de mayo de 1996) es un futbolista español. Juega de defensa y su equipo es el Sporting Kansas City de la Major League Soccer.

## Trayectoria
Comenzó su carrera deportiva desde muy joven de edad en las categorías inferiores de la U. D. Almería. En el año 2014 subió al U. D. Almería "B" donde compaginó el filial con algunas convocatorias con el primer equipo. Después de dos años en el filial, en 2016 consiguió que el primer equipo le hiciera una ficha y se convirtiera en una pieza fundamental para Fernando Soriano.
El 31 de agosto de 2018 fichó por el Real Valladolid C. F. y firmó hasta el 30 de junio de 2023. Unos días antes de alcanzar esa fecha, el club anunció que no iba a continuar después de haber disputado 120 partidos en esos cinco años.
El 30 de junio de 2023 el Trabzonspor hizo oficial su fichaje por dos temporadas. Tras lesiones en el ligamento cruzado, en la rodilla y musculares su debut en el equipo turco no se produjo hasta el 18 de enero de 2024 en la Copa de Turquía en la victoria 3-1 contra el Manisa FK en la que salió en el descanso.[cita requerida]
Tras solo un año en Turquía, el 13 de agosto de 2024 fichó por el Sporting Kansas City hasta 2025.

## Clubes
Actualizado a la temporada 2024.
| Club                  | País           | Año           | Partidos | Goles |
| --------------------- | -------------- | ------------- | -------- | ----- |
| U. D. Almería "B"     | España         | 2012-2016     | 98       | 1     |
| U. D. Almería         | España         | 2015-2018     | 78       | 0     |
| Real Valladolid C. F. | España         | 2018-2023     | 120      | 5     |
| Trabzonspor           | Turquía        | 2023-2024     | 17       | 0     |
| Sporting Kansas City  | Estados Unidos | 2024-act.     | 2        | 0     |
| Total carrera         | Total carrera  | Total carrera | 315      | 6     |